# Ляпино (Краснодарский край)
Ля́пино — хутор в Новокубанском районе Краснодарского края.
Административный центр Ляпинского сельского поселения.

## Население
| 2002 | 2010  |
| ---- | ----- |
| 1474 | ↘1431 |

## Уличная сеть
| - ул. Армавирская, - пер. Восточный, - ул. Заречная, - ул. Первомайская, - ул. Подгорная, | - ул. Рабочая, - ул. Садовая, - ул. Степная, - ул. Школьная, - ул. Южная. |